# Цуднув
Цуднув (пол. Cudnów) — село в Польщі, у гміні Єдльня-Летнісько Радомського повіту Мазовецького воєводства.
Населення — 362 особи (2011).

## Демографія
Демографічна структура станом на 31 березня 2011 року:
|          | Загалом | Допрацездатний вік | Працездатний вік | Постпрацездатний вік |
| -------- | ------- | ------------------ | ---------------- | -------------------- |
| Чоловіки | 184     | 41                 | 127              | 16                   |
| Жінки    | 178     | 38                 | 108              | 32                   |
| Разом    | 362     | 79                 | 235              | 48                   |